# Hebden
Hebden – wieś w Anglii, w hrabstwie North Yorkshire, w dystrykcie (unitary authority) North Yorkshire. Leży 59 km na zachód od miasta York i 310 km na północny zachód od Londynu. W 2001 miejscowość liczyła 216 mieszkańców.